# Port lotniczy Cayana
Port lotniczy Cayana (IATA: AAJ, ICAO: SMCA) – port lotniczy zlokalizowany w miejscowości Cayana, w Surinamie.